# Бенджамін Грехем
Бенджамі́н Гре́хем (англ. Bendjamin Graham; 8 травня 1894, Лондон — 21 вересня 1976, Нью-Йорк) — відомий американський економіст, професійний інвестор, керівник інвестиційних фондів, автор відомих книжок з оцінки активів та інвестування. Грехем є розробником підходу до інвестування з точки зору оцінки вартості активів, тому його часто звуть «батько вартісного інвестування».

## Біографія
Справжнє прізвище Грехема — Гроссбаум (Grossbaum). Він народився в родині лондонських євреїв, які у 1895 році емігрували до Сполучених Штатів Америки. У 1914 році Грехем здобув ступінь бакалавра у Колумбійському університеті в Нью-Йорку.
Керівництво факультету, де вчився Грехем, рекомендувало обдарованого юнака до роботи у брокерську фірму Newburger, Henderson & Loeb, де за кілька років Грехем зробив стрімку кар'єру. Почавши з роботи посильного із заробітком у 12 доларів на тиждень, вже у 1920 році він став одним з партнерів, з сумою річного доходу порядку 600 тисяч доларів.
У 1923 році Грехем засновує свій першу інвестиційну компанію Grahar Corporation, а у 1925 році — Benjamin Graham Joint Account, яка незабаром, після запрошення партнером Джерома Ньюмана, перетворилась на інвестиційний фонд Graham Newman Investment Fund. З 1928 року Грехем починає читати лекції з аналізу цінних паперів у Колумбійському університеті, що продовжував робити до 1956 року.
Період Великої Депресії виявився важким для інвестиційного фонду Graham Newman і навіть на певному етапі поставив питання про його подальше існування. Водночас події цих складних років спричинили перебудову у свідомості Грехема та сформували його інвестиційну філософію.
У 1934 році у співавторстві з професором Доддом вийшла книга Грехема «Аналіз цінних паперів» (Security Analisys). Ця книга і досі вважається одною з основних при вивченні аналізу цінних паперів та витримала багато перевидань.
У 1949 році побачила світ друга книга Грехема — «Розумний інвестор» (The Intelligent Investor), яку Воррен Баффет назвав «найкращою книгою, що досі написана про інвестування». До речі, Баффет слухав курс Грехема з цінних паперів та був єдиним слухачем, кому за весь час викладання Грехем поставив найвищу оцінку A+. Дане видання було перекладено українською мовою та опубліковане видавництвом «Наш Формат» у 2019 році.
У 1956 році Грехем відійшов від справ, витративши залишок свого життя на два свої захоплення — подорожі та красивих жінок.
Попри великі доходи, Грехем вів скромний спосіб життя. Він відрізнявся дуже великою працездатністю. Його учні одностайно згадують Грехема як талановитого вчителя, що не жалкував часу та знань для тих, кому ці знання були потрібні.

## Теорія Грехема
Грехем провадить різницю між поняттями «інвестиції» та «спекуляції». Інвестиція за Грехемом — це операція, що ґрунтується на ретельному аналізі фактів, перспектив, безпеки вкладених коштів та прогнозі достатнього доходу. Усе інше Грехем визнавав спекуляцією.
Грехем радив інвесторам насамперед звертати увагу на фінансовий стан компанії та розраховувати на основі цього фінансового стану так звану внутрішню вартість акцій, захищаючи себе, у разі потреби, введенням так званої межі безпеки при купівлі акцій підприємств.
Грехем зазначав, що покупець акцій компанії має ставитись до цієї операції як до купівлі частки в бізнесі компанії. Саме тому інвестор має думати з позицій власника компанії, не звертаючи увагу на випадкові коливання фондового ринку на коротких проміжках часу. Відоме висловлювання Грехема говорить, що у короткотерміновій перспективі фондовий ринок поводить себе як машина для голосування, а у довготерміновій — як точні ваги, які враховують внутрішню вартість акції компанії.

## Переклад українською
- Бенджамін Грехем. Розумний інвестор. Стратегія вартісного інвестування / Бенджамін Грехем, Джейсон Цвейг / пер. Олена Кальнова. - К.: Наш Формат, 2019. - ISBN 978-617-7682-28-7.